# Laleczka (album)
Laleczka – album koncertowy Violetty Villas wydany w 1994 roku. Nagrań dokonano w podczas koncertu Violetty Villas na scenie Operetki Warszawskiej w 1993 roku. Na albumie zostały pominięte wykonania z tego koncertu takie jak Habanera z op. Carmen, Granada czy If you go away.

## Spis utworów
1. Laleczka 7'11
2. List do Matki 6'51
3. W Lewinie koło Kudowy 6'00
4. Ja śpiewam piosenki 6'44
5. Melancholia 5'28
6. Szczęście 8'03
7. Oczy czarne 6'11
8. Pocałunek ognia 6'43
9. Jak w serenadzie 8'07
10. Przyjdzie na to czas 5'26
11. Miłością znów żyję 5'19
12. Ja jestem już taka 3'55